# Agata Kristi
Agata Kristi (ros. Агата Кристи) – rosyjski zespół muzyczny.
W 1985 Wadim Samojłow, Aleksandr Kozłow i Piotr Maj założyli swój pierwszy zespół VIA RTF UPI; w składzie powiększonym o brata Wadima Gleba nagrali trzy albumy, po czym zmienili nazwę zespołów na Agata Kristi. Nazwa miała odzwierciedlać styl grupy, łączący w początkowym okresie twórczości (gdy wyraźnie inspirowali się zespołami Queen i Depeche Mode) elementy glam rocka, gotyku oraz rocka symfonicznego, czy nowej fali.
Pierwszy album pod nową nazwą nagrali w 1988; drugi nagrany rok później Kowarstwo i lubow (Коварство и любовь) okazał się dużym sukcesem, zespół zaczął koncertować na różnych festiwalach rockowych. W tym czasie zespół opuścił Maj, w jego miejsce przyszedł Lew Szutyliow i Albert Potankin (rozstał się z zespołem po dwóch latach, zmienił go Andriej Kotow).
Wydany w 1993 album Pozornaja zwiezda (Позорная звезда) w nowym stylu, bardziej przystępnym dla słuchaczy, zyskał zespołowi nowych fanów, co potwierdził sukces kolejnej płyty Opium (Опиум), z kilkoma do dziś granymi przez zespół przebojami.
W 2001 zmarł Aleksander Kozłow – klawiszowiec i autor muzyki wielu przebojów grupy.
Muzykę zespołu wykorzystano w filmie Siergieja Bodrowa Jr. pt. Córki mafii.

## Dyskografia
- 1988 – Wtoroj front (ros. Второй фронт);
- 1989 – Kowarstwo i ljubow (ros. Коварство и любовь);
- 1991 – Diekadans (ros. Декаданс);
- 1993 – Pozornaja zwiezda (ros. Позорная звезда);
- 1995 – Opium (ros. Опиум);
- 1997 – Uragan (ros. Ураган);
- 1998 – Czudiesa (ros. Чудеса);
- 1998 – 10 liet żyzni (ros. 10 лет жизни);
- 2000 – Majn kajf? (ros. Майн Кайф?);
- 2004 – Trillier. Czast’ 1 (ros. Триллер. Часть 1).
- 2010 – Epiłog (ros. Эпилог)

## Teledyski
- Niskchożdienie (ros. Нисхождение);
- Kak Na Wojnie (ros. Как На Войне);
- Nowyj god (ros. Новый год);
- Skazocznaja tajga (ros. Сказочная тайга);
- Opium dla nikogo (ros. Опиум для никого);
- Dwa korabla (ros. Два корабля);
- Morjak (ros. Моряк);
- Kowior-wiertoliot (ros. Ковёр-вертолёт);
- Doroga pauka (ros. Дорога паука);
- Siekriet (ros. Секрет);
- Wypit’ morie (ros. Выпить море);
- Pula (ros. Пуля).